# Вершино-Шахтамінський
Верши́но-Шахтамі́нський (рос. Вершино-Шахтаминский) — село у складі Шелопугінського району Забайкальського краю, Росія. Адміністративний центр Вершино-Шахтамінського сільського поселення.

## Населення
Населення — 1384 особи (2010; 1707 у 2002).